# بيتر كير (لاعب كرة قدم)
بيتر كير (بالإنجليزية: Peter Kerr)‏ (20 يونيو 1891 - 24 أبريل 1969) هو مدرب كرة قدم ولاعب كرة قدم بريطاني (وحمل سابقاً جنسية المملكة المتحدة لبريطانيا العظمى وأيرلندا) في مركز الظهير. لعب مع نادي هيبرنيان.

## وصلات خارجية
- بيتر كير على موقع قاعدة بيانات كرة القدم.إي يو (الإنجليزية)